# Prosopocera uniformis
Prosopocera uniformis är en skalbaggsart som beskrevs av Waterhouse 1898. Prosopocera uniformis ingår i släktet Prosopocera och familjen långhorningar.
Artens utbredningsområde är:
- Malawi.
- Moçambique.

Inga underarter finns listade i Catalogue of Life.